# Zeit (álbum de Rammstein)
Zeit («Tiempo», en alemán) es el octavo álbum de estudio de la banda alemana de Neue Deutsche Härte Rammstein, publicado el 29 de abril de 2022 a través del sello discográfico Universal Music. Producido por la banda junto a Olsen Involtini, el álbum habría sido grabado de imprevisto como producto del aplazamiento de la gira del grupo por la pandemia de COVID-19. El confinamiento impuesto debido a la pandemia habría estimulado la creatividad de la banda, resultando en composiciones y grabaciones espontáneas. Rammstein grabaría el álbum entre finales de 2020 e inicios de 2021 en La Fabrique Studios en Saint-Rémy-de-Provence, Francia, mismo lugar donde habrían grabado su álbum anterior. El tema homónimo del disco sería publicado como sencillo principal el 10 de marzo de 2022.

## Antecedentes y grabación
Tras el lanzamiento de su sexto álbum de estudio, Liebe ist für alle da (2009), Rammstein se dedicaría por casi una década a únicamente tocar en vivo de gira y en festivales, con el vocalista Till Lindemann y el guitarrista Richard Z. Kruspe publicando música paralelamente junto a sus respectivos proyectos, Lindemann y Emigrate. En mayo de 2019, la banda finalizaría su extenso descanso de los estudios con la publicación de su séptimo álbum, sin título. Para promocionar el álbum, la banda se embarcaría en la Gira de Estadios. Kruspe originalmente estimaría de tres a cuatro años de conciertos en vivo para la promoción del mismo. La banda anunciaría fechas para dos periodos en Europa y uno en Norteamérica. El primer conjunto de conciertos en Europa finalizaría en agosto de 2019, con el segundo planeado para iniciar en mayo de 2020. Sin embargo, después de que la pandemia de COVID-19 empezara a impactar fuertemente en ambos continentes, provocando diversas medidas de confinamiento alrededor de estos, el grupo se vería obligado a aplazar las dos partes restantes de la gira para 2021. Ese año serían nuevamente aplazadas para el 2022.
Durante la cuarentena inicial por COVID-19 en Alemania, Rammstein empezaría a escribir música nueva, dejando abierta la idea de grabar un nuevo álbum. En octubre de 2020, la banda compartiría una foto en un estudio desconocido a sus redes sociales, está sería acompañada del subtítulo: «Sadly no tour this year – but it’s great to be back in the studio!» (en idioma español: «tristemente no hay gira este año - ¡pero es genial estar de vuelta en el estudio!»). En febrero de 2021, el tecladista Christian Lorenz anunciaría que un nuevo álbum estaba en proceso, explicando que debido a las restricciones a conciertos impuestas por la pandemia de COVID-19 y los protocolos de Bioseguridad en los países de Europa entre ellas confinamientos obligatorios, el grupo habría tenido más tiempo para pensar en nuevas cosas e incluso más canciones y riff para futuras ocasiones, resultando en la grabación «no programada» de un nuevo disco.
álbum fue producido por Sven Helbig y Olsen Involtini y contendría once pistas, habiendo sido grabado durante dos años en el estudio La Fabrique de Saint-Rémy-de-Provence, en el Mediodía francés. De acuerdo a Helbig, el álbum estaría terminado hace mucho tiempo, pero no estaba listo para su lanzamiento debido a la escasez de folletos y portadas en la cadena de suministros para las ediciones físicas.

## Lista de canciones
| N.º   | Título              | Duración |  |
| 1.    | «Armee der Tristen» | 3:25     |  |
| 2.    | «Zeit»              | 5:21     |  |
| 3.    | «Schwarz»           | 4:18     |  |
| 4.    | «Giftig»            | 3:08     |  |
| 5.    | «Zick Zack»         | 4:04     |  |
| 6.    | «OK»                | 4:03     |  |
| 7.    | «Meine Tränen»      | 3:57     |  |
| 8.    | «Angst»             | 3:44     |  |
| 9.    | «Dicke Titten»      | 3:38     |  |
| 10.   | «Lügen»             | 3:49     |  |
| 11.   | «Adieu»             | 4:39     |  |
| 44:03 |                     |          |  |